# Железная дорога Милан — Венеция
Железная дорога Милан — Венеция (итал. Ferrovia Milano – Venezia) — одна из важнейших железных дорог Италии, соединяющая столицу Ломбардии Милан с Венецией на побережье Адриатического моря в области Венеция. Эта железная дорога является государственной собственностью и управляется компанией Rete Ferroviaria Italiana (RFI).

## История
Железная дорога была построена австро-венгерской администрацией во времена Ломбардо-Венецианского королевства для связи двух важнейших городов страны. Первоначальное название — Imperial Regia Privilegiata Strada ferrata Ferdinandea Lombardo-Veneta в честь императора Фердинанда I. Дорога была построена в несколько этапов. Первый участок Падуя — Местре был открыт 12 декабря 1842 года. Мост через Венецианскую лагуну длиной 3,2 км с 222 арками на 80 тысячах опор из лиственницы был построен к 11 января 1846 года. Тогда же был закончен участок Падуя — Виченца. 15 февраля 1846 года был открыт участок Милан — Тревильо. Австро-итальянская война 1848—1849 замедлила строительство остальных участков. Так, участок Верона — Виченца был открыт 3 июля 1849 года, Коккальо — Брешиа — Верона — 22 апреля 1854 года, а Коккальо — Бергамо — Тревильо — 15 июня 1857 года. Строительство железной дороги было завершено 12 октября 1857 года открытием моста через Ольо в городе Палаццоло (Palazzolo sull’Oglio). Первоначальный маршрут через Тревильо, Бергамо и Брешиа имел 285 км в длину. Прямой участок между Ровато и Тревильо вокруг Бергамо был открыт 5 марта 1878 года, тогда железная дорога приобрела свою современную форму.

## Галерея

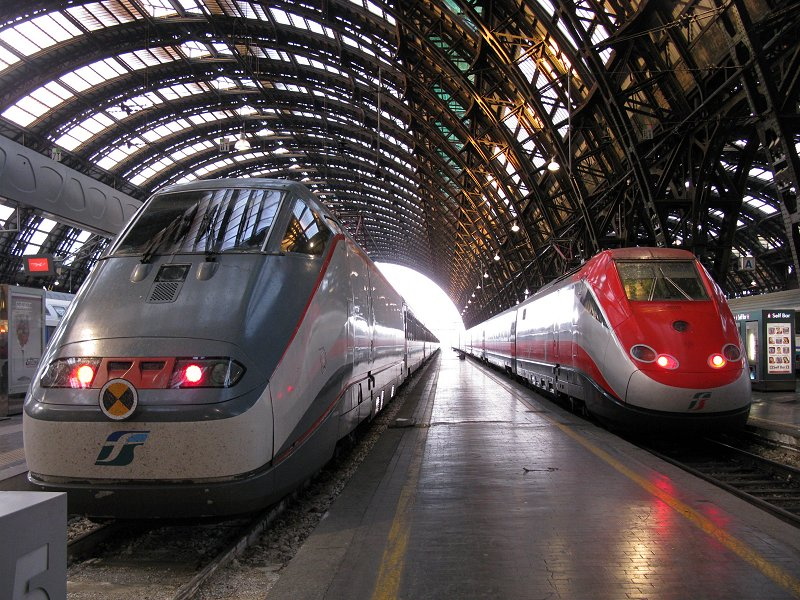
Центральный вокзал Милана
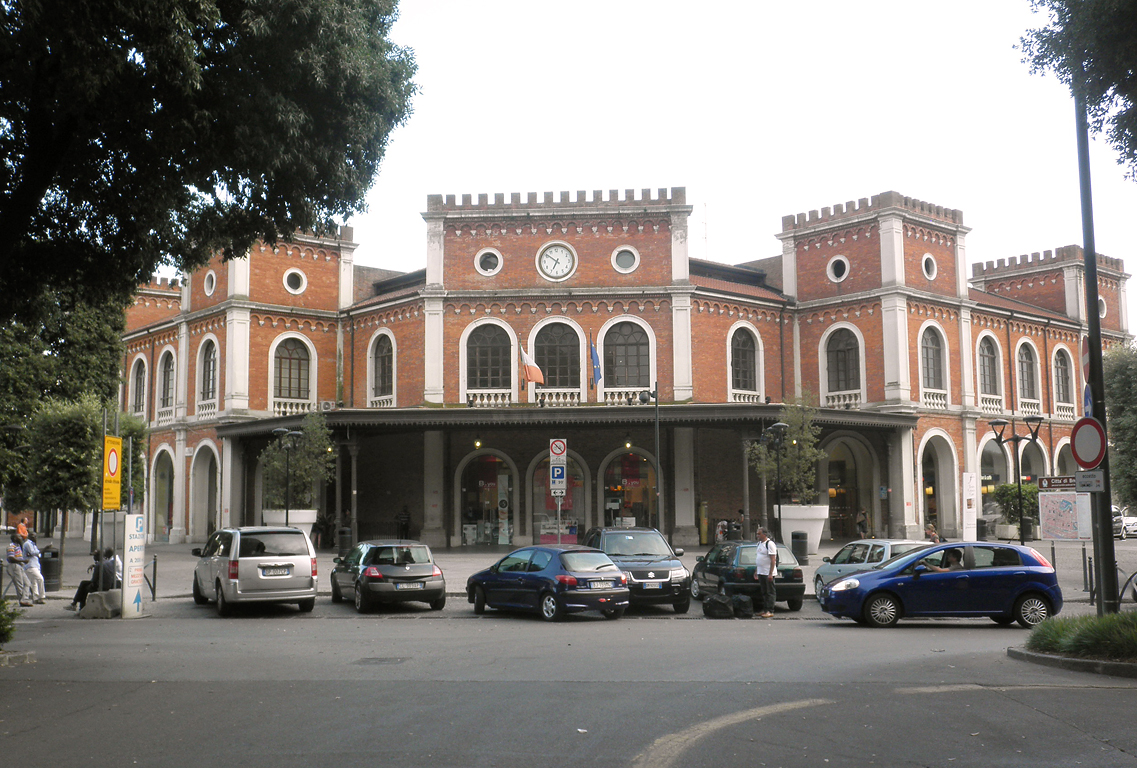
Железнодорожная станция Брешиа
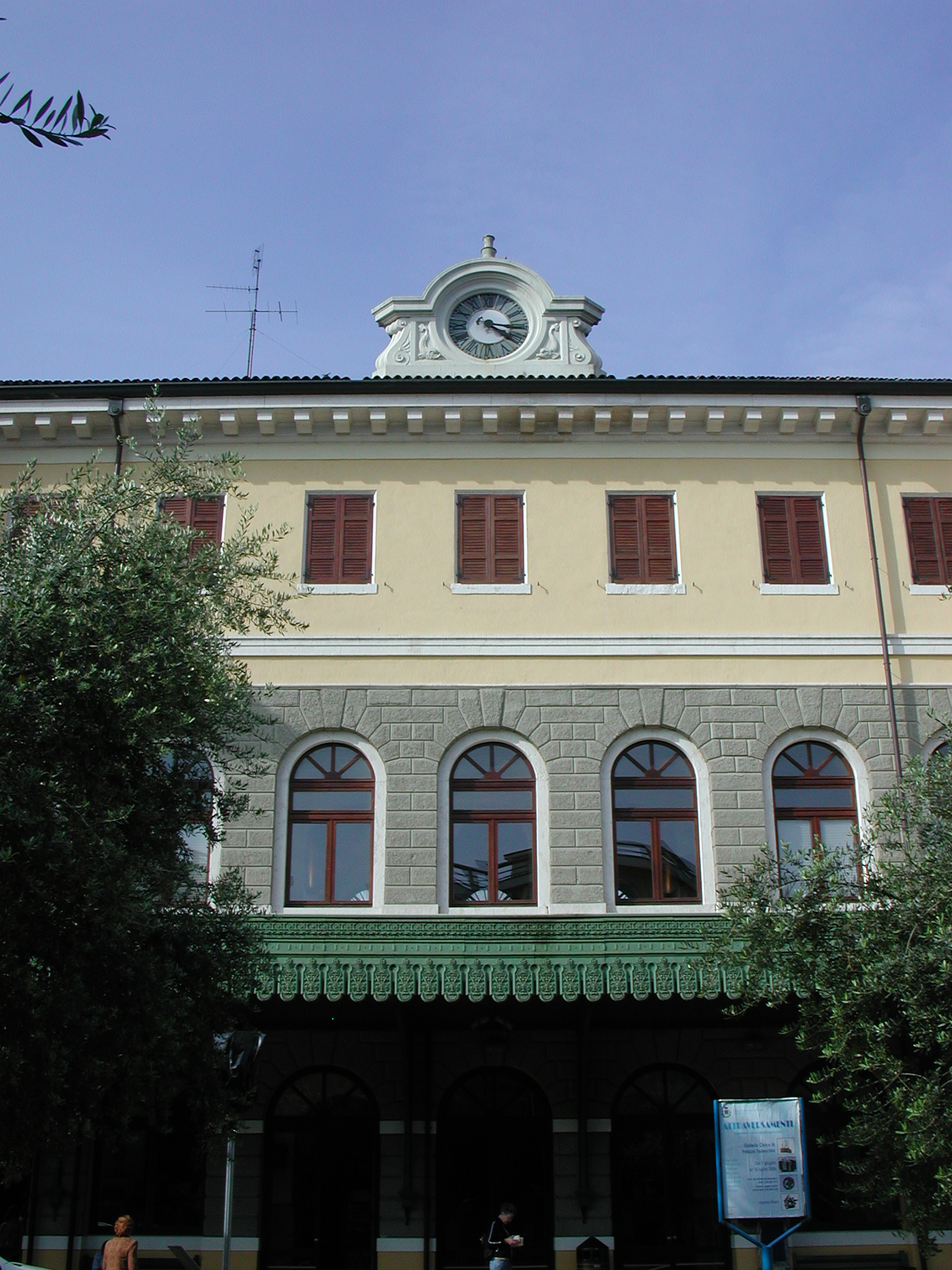
Железнодорожный вокзал Дезенцано-дель-Гарда
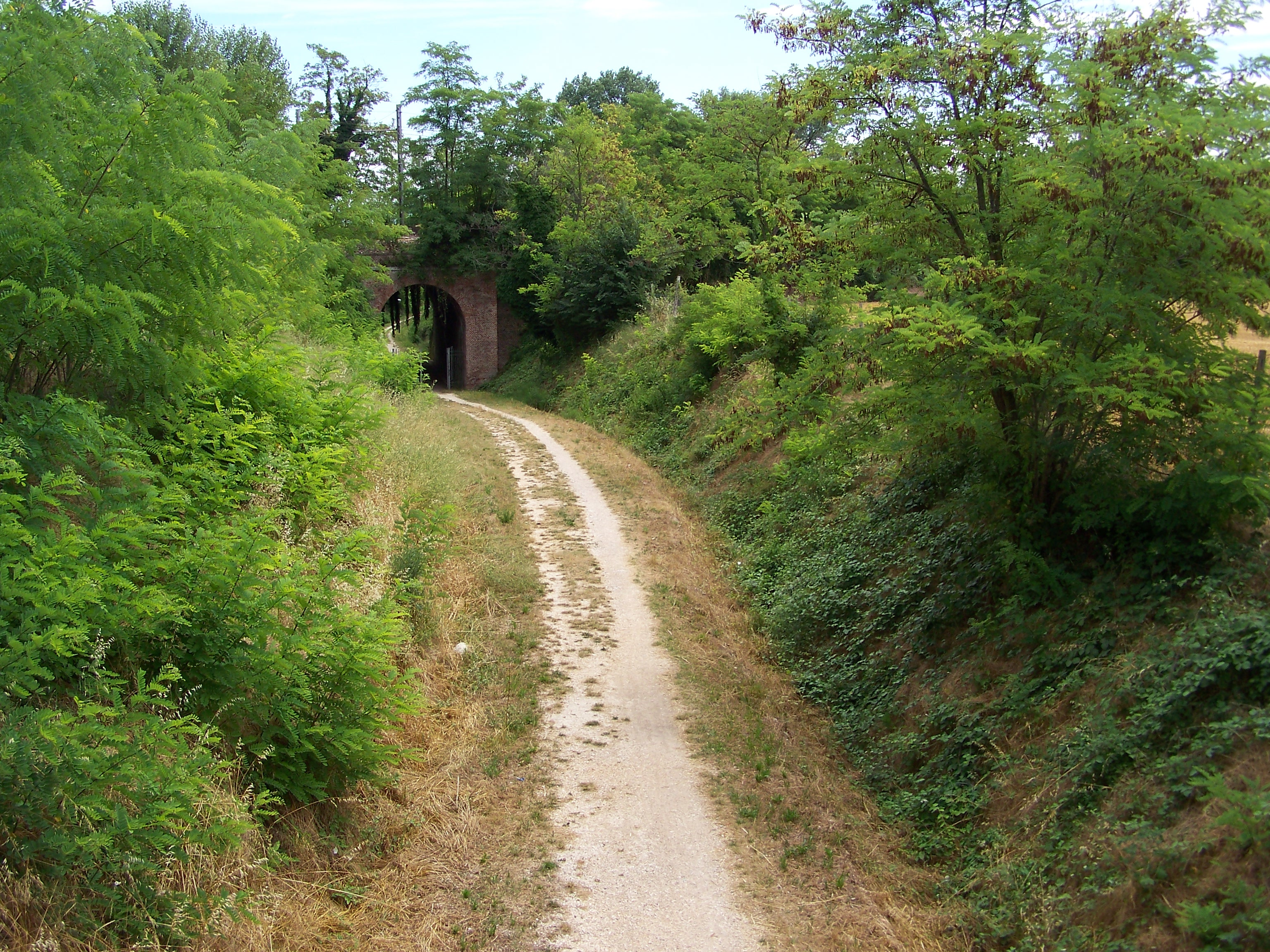
Туннель под железной дорогой возле Дезенцано-дель-Гарда
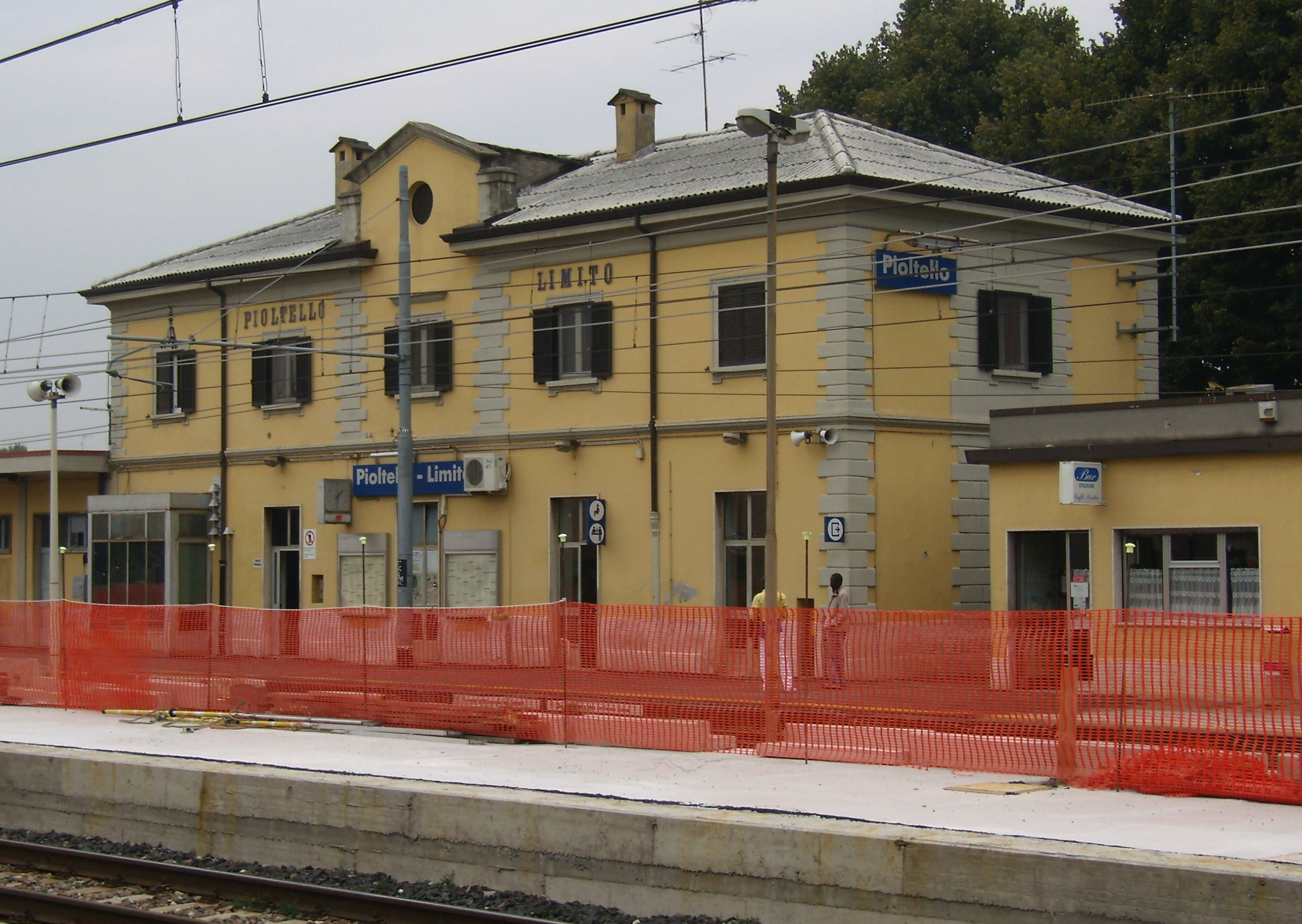
Станция Пиольтелло
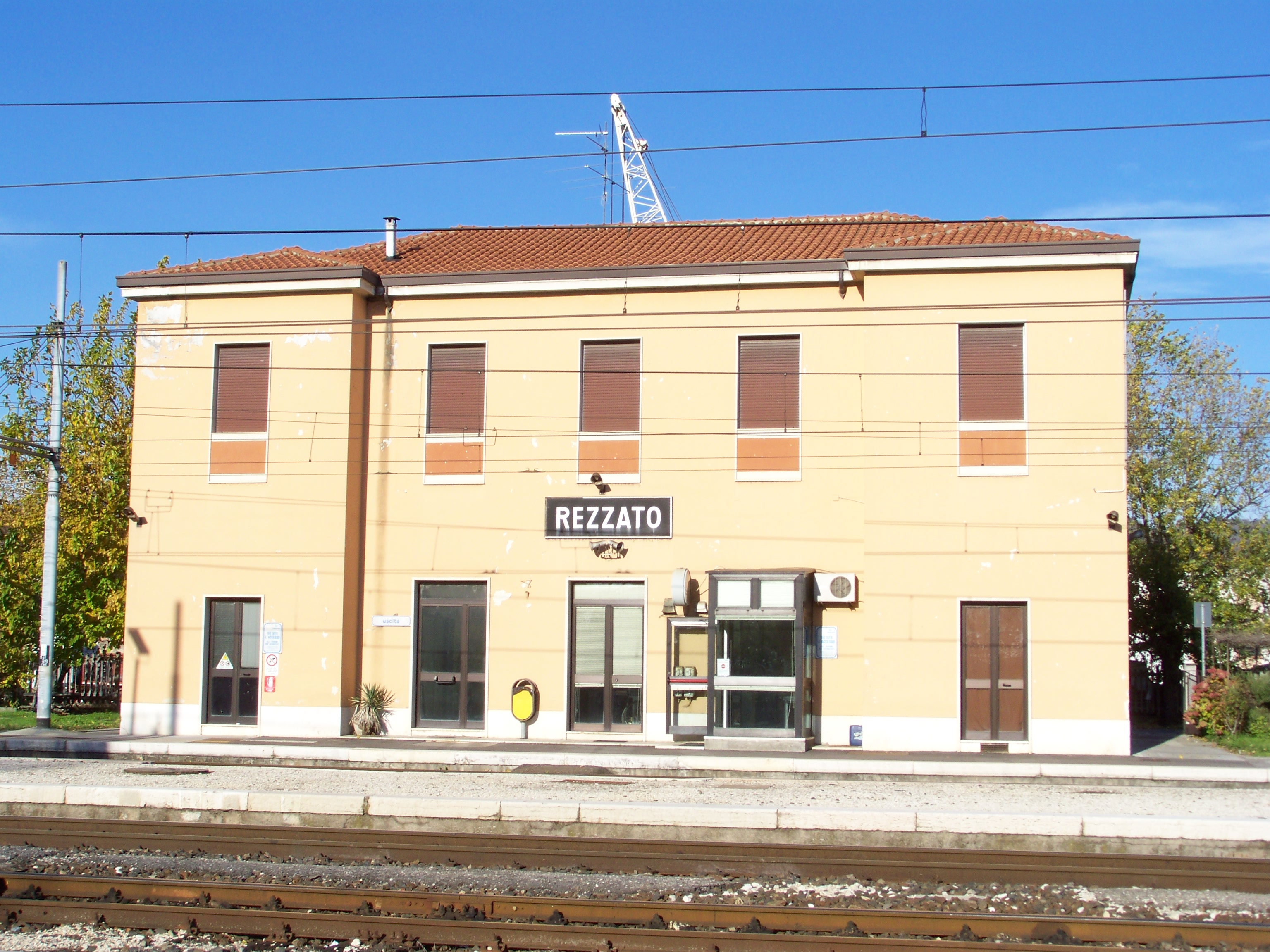
Станция Реццато
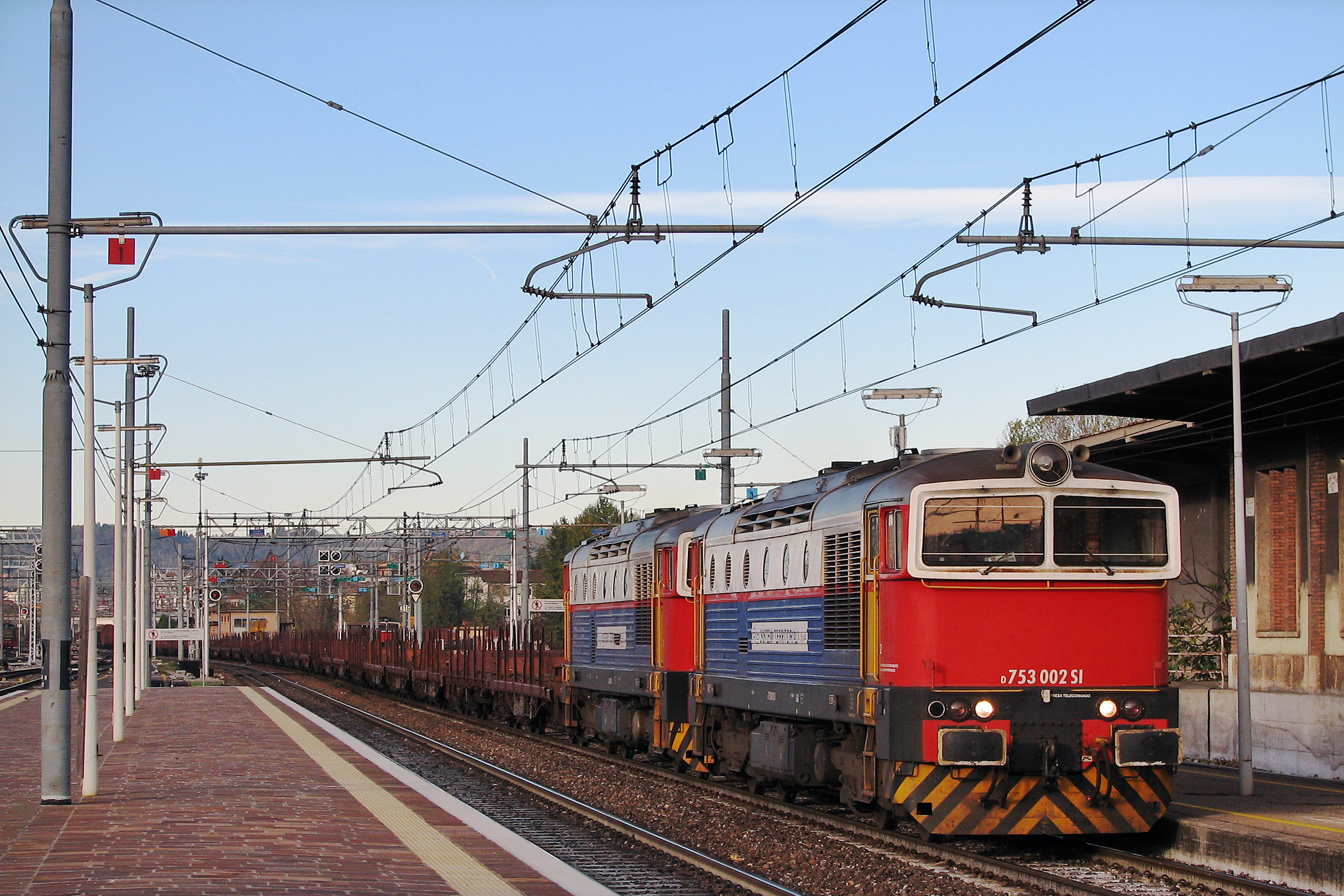
Станция Виченца. Тепловозы 753